# Syrphoidea
Syrphoidea  (лат., по названию рода Syrphus и семейства Syrphidae) — надсемейство двукрылых насекомых из подотряда короткоусых (Brachycera).

## Описание
Крупноглазые мелкого и среднего размера мухи. Дуговидного шва на голове нет. Syrphoidea включает в себя два семейства, которые сильно различаются по размерам, внешнему виду и образу жизни. Журчалки питаются нектаром или пыльцой растений, а их личинки — хищники, фитофаги. Pipunculidae являются эндопаразитоидами цикадок (Cicadellidae, Cercopidae, Delphacidae, Membracidae, Issidae, Cixiidae, Flatidae).
Распространение: космополиты.

## Систематика
Более 7400 видов. Надсемейство Syrphoidea вместе с Platypezoidea (Platypezidae и Phoridae) объединяют в группу Aschiza.
- Подотряд Cyclorrhapha
  - Группа Aschiza
    - Надсемейство Syrphoidea Gravenhorst, 1843[3]
      - Семейство Syrphidae — 6000 видов
      - Семейство Pipunculidae — 1400 видов